# Jaroslav Doubrava
Jaroslav Doubrava (Chrudim, 25 avril 1909 – Prague, 2 octobre 1960) est un compositeur, peintre et pédagogue tchécoslovaque.

## Biographie
Il étudie en privé, puis au Conservatoire de Prague avec Otakar Jeremiáš (1931–1937). Ses œuvres sont caractérisées par une musique de style romantique sombre et dramatique. Sa Troisième Symphonie (1957) et le ballet Don Quichotte (1955) sont quelques-uns de ses ouvrages les plus populaires. Doubrava est fortement influencé par le folklore de Bohême et de la Moravie, comme on le voit dans son opéra Ballade sur l'Amour (1960). Doubrava est également bien connu pour ses satires, notamment le ballet Roi Lávra (1951), Paresseux Honza et Le Baptême de Saint Vladimir.